# Тужа (Опольське воєводство)
Тужа (пол. Turza, нім. Thursy) — село в Польщі, у гміні Добродзень Олеського повіту Опольського воєводства.
Населення — 405 осіб (2011).
У 1975-1998 роках село належало до Ченстоховського воєводства.

## Демографія
Демографічна структура станом на 31 березня 2011 року:
|          | Загалом | Допрацездатний вік | Працездатний вік | Постпрацездатний вік |
| -------- | ------- | ------------------ | ---------------- | -------------------- |
| Чоловіки | 193     | 35                 | 130              | 28                   |
| Жінки    | 212     | 36                 | 126              | 50                   |
| Разом    | 405     | 71                 | 256              | 78                   |